# Alekseev (sångare)
Nikita Vladimirovitj Alekseev (ukrainska: Микита Володимирович Алєксєєв, Mykyta Volodymyrovytj Aljeksjejev, ryska: Никита Владимирович Алексеев, Nikita Vladimirovitj Aleksejev), född den 18 maj 1993, känd professionellt som Alekseev, är en ukrainsk sångare och låtskrivare. Han representerade Belarus i Eurovision Song Contest 2018 i Portugal med sin låt "Forever".
En vecka efter att ha ansökt till den ukrainska tävlingen Vidbir, avslöjades det att Alekseev hade återkallat sitt försök. Det blev senare avslöjat att han kom in till Vitrysslands tävling istället.